# Murderville
Murderville è una serie televisiva statunitense creata da Krister Johnson e prodotta e distribuita da Netflix a partire dal 2022.

## Trama
Il Detective Terry Seattle collabora in ogni episodio con la dottoressa Amber Kang e con un assistente differente per risolvere un omicidio, mentre cerca di mettere assieme i pezzi per scoprire il responsabile della morte della sua partner Lori, uccisa 15 anni prima, e di ricostruire la sua relazione con Rhonda, la quale ha tuttavia iniziato una relazione con il Detective Daz.

## Personaggi

### Principali
- Senior Detective Terry Seattle, interpretato da Will Arnett.
- Chief Rhonda Jenkins-Seattle, interpretata da Haneefah Wood.
- Amber Kang, interpretata da Lilan Bowden.
- Det. Darren "Daz" Phillips, interpretato da Phillip Smithey.

### Personaggi secondari
- Conan O'Brien, assistente del primo episodio.
- Marshawn Lynch, assistente del secondo episodio.
- Kumail Nanjiani, assistente del terzo episodio.
- Annie Murphy, assistente del quarto episodio.
- Sharon Stone, assistente del quinto episodio.
- Ken Jeong, assistente del sesto episodio.
- Jason Bateman, assistente dell'episodio natalizio.
- Maya Rudolph, assistente dell'episodio natalizio.

### Personaggi citati
- Lori, viene citata e viene mostrata la sua fotografia, dove è interpretata da Jennifer Aniston

## Episodi
| Stagione           | Episodi            | Prima TV originale | Prima TV Italia |
| ------------------ | ------------------ | ------------------ | --------------- |
| Prima stagione     | 6                  | 2022               | 2022            |
| Speciale natalizio | Speciale natalizio | 2022               | 2022            |